# Сліпа куля (фільм, 1980)
«Сліпа куля» (також відомий в прокаті як «Василь Кіквідзе» або «Кіквідзе») — радянський історично-біографічний художній фільм 1980 року, знятий на кіностудії «Грузія-фільм».

## Сюжет
Сюжет фільму складають епізоди з життя героя громадянської війни Василя Кіквідзе, творця загонів Червоної гвардії, які обороняли Царицин.

## У ролях
- Зураб Кіпшидзе — Васо Кіквідзе
- Жанна Прохоренко —  Марія Чернікова
- Олександр Потапов —  Сашко
- Юрій Назаров —  Разживін
- Валентин Нікулін —  Глазунов
- Фелікс Сергєєв — епізод
- Олександр Толстих — епізод
- Людмила Оскрет — епізод
- Віктор Андрієнко — епізод
- Кахі Кавсадзе — епізод
- Олександр Яковлєв —  Волинцев
- Леонід Яновський — епізод
- Олександр Январьов — епізод
- Тетяна Мітрушина — епізод

## Знімальна група
- Режисери — Гізо Габескірія, Георгій Калатозішвілі
- Сценаристи — Георгій Калатозішвілі, Артур Макаров
- Оператор — Юрій Кікабідзе
- Композитор — Гія Канчелі
- Художник — Василь Арабідзе